# Mehdi Meriah
Mehdi Meriah (Ariana, 5 de junho de 1979) é um ex-futebolista profissional tunisiano que atuava como defensor.

## Carreira
Mehdi Meriah representou o elenco da Seleção Tunisiana de Futebol no Campeonato Africano das Nações de 2008.